# Три неядерных принципа
Три неядерных принципа (яп. 非核三原則 — хикаку сан генсоку, англ. Three Non-Nuclear Principles) — это парламентская резолюция (так и не ставшая законом), которыми руководствуется японская ядерная политика с момента вступления принципов в силу в конце 1960-х годов, и которые отражают общие настроения общества и национальной политики с конца Второй мировой войны. Принципы заключаются в том, что Япония отказывается от владения, производства, а также запрещает ввоз ядерного оружия на японскую территорию. Принципы были изложены премьер-министром Эйсаку Сато во время выступления в Палате представителей в 1967 году на фоне переговоров по поводу возвращения США Окинавы Японии. Парламент официально утвердил принципы в 1971 году.

## Обзор
В 1960-х годах Сато высказывался против того, что Японии нужно ядерное оружие, чтобы соответствовать уровню вооружения Китая. Был подписан Договор о нераспространении ядерного оружия, положивший конец ядерным амбициям Японии.
После атомных бомбардировок Хиросимы и Нагасаки японское общественное мнение было решительно настроено против присутствия ядерного оружия на японской земле или даже в японских водах. Во время первого срока Эйсаку Сато на посту премьер-министра именно это стало главным препятствием для его предвыборного обещания положить конец оккупации Окинавы США и вернуть остров под контроль Японии. Считалось, что американские военные хранят ядерное оружие на острове, хотя это никак не было ни подтверждено ни опровергнуто, и Сато столкнулся с противодействием возвращению острова, обусловленного присутствием ядерного оружия на этой территории. В качестве компромисса с США Япония при Сато подписала Договор о нераспространении ядерного оружия в обмен на безъядерную, контролируемую Японией Окинаву.
В годы, предшествовавшие этому соглашению, Сато был вынужден уверить США в том, что его администрация не поддержит программу по ядерному вооружению. Именно с этой целью он представил «Три неядерных принципа» в своем обращении к парламенту от 11 декабря 1967 года. (Фактически, принципы непроизводства, неимения и невведения были заявлены Генеральным директором Агентства обороны Канэсити Масудой в мае того года). Сато, однако, беспокоился, что эти принципы могут создать слишком большие ограничения для защиты Японии. Чтобы уменьшить их ограничительное влияние на вооруженные силы, в своей речи в феврале следующего года он поместил принципы в более широкие рамки своей ядерной политики четырёх столпов . Столпами были:
1. Содействовать мирному использованию ядерной энергии.
2. Работать в направлении глобального ядерного разоружения.
3. Полагаться на ядерную стратегию, предложенную США.
4. Поддерживать три неядерных принципа.

Четвёртый столп сделал возможным изменение политики в будущем, призвав Японию соблюдать принципы «в условиях, когда национальная безопасность Японии гарантируется тремя другими политиками».
Парламент «пропустил» резолюцию, формально приняв принципы в 1971 году, хотя они не были приняты в качестве закона. Эйсаку Сато был награждён Нобелевской премией мира в 1974 году, в значительной степени за его работу по вступлению Японии в Договор о нераспространении ядерного оружия. В своей Нобелевской лекции (в седьмую годовщину своего первоначального заявления в Сейме) Сато повторил и объяснил Три неядерных принципа и выразил надежду и уверенность в том, что будущие правительства также примут их.
Каждый премьер-министр Японии со времен Сато публично подтверждал три неядерных принципа.
В 2023 году премьер-министр Фумио Кисида подтвердил приверженность страны трём неядерным принципам.